# Albert Niederhöffer
Albert Ludwig Heinrich Niederhöffer (* 18. Februar 1828 in Röbel/Müritz; † 25. Juli 1868 ebenda) war ein deutscher Maler, Heimatforscher und Herausgeber von Mecklenburg’s Volkssagen.

## Leben
Albert Niederhöffer war ein Sohn des Pastors in Röbel (Friedrich Ludwig) Heinrich Niederhöffer (1784–1835) aus dessen dritter Ehe mit Henriette Niederhöff, geborene Susemihl († 1879). Sein Halbbruder war der Präpositus in Stavenhagen und Sachwalter Fritz Reuters (Friedrich Carl Otto) Wilhelm Niederhöffer (1812–1894).
Er beschäftigte sich schon früh mit Altertumskunde, Heraldik und Malerei. Nach dem Abitur am Gymnasium in Parchim 1846 studierte er an den Universitäten Berlin und Leipzig, wo er zum Dr. phil. promoviert wurde.
Da er in Mecklenburg keine Anstellung fand, betätigte er sich in Berlin als Litterat, Maler und Grafiker und sandte Bittschriften um Unterstützung an Großherzog Friedrich Franz II. von Mecklenburg-Schwerin und wohlhabende Gutsbesitzer. Wohl aus Geldnot ließ er sich in der Reaktionsära als Polizeispitzel anwerben und denunzierte den Berliner Schriftsteller und Radikaldemokraten Gustav Rasch, was auf Informationen seines Schwiegervaters Karl Petermann beruhte und zum Zerwürfnis mit diesem führte.
Seit 1857 war er Mitglied im Verein für mecklenburgische Geschichte und Altertumskunde. Sein besonderes Verdienst war die Herausgabe der vier Bände umfassenden Sammlung Mecklenburg's [sic!] Volkssagen. Zwischen 1858 und 1862 erschienen vier Bände mit insgesamt 355 Sagen, nachdem er seine Landsleute in Aufrufen um Zusendungen gebeten hatte. Schon 1882 jedoch, nach dem Erscheinen der wissenschaftlicheren Sagen, Märchen und Gebräuche aus Mecklenburg von Karl Bartsch, wurde kritisch angemerkt, Niederhöffers Sammlung enthält vieles, was nicht in eine solche gehört, und manches ist wieder durch romantische Einkleidung entstellt und seines volksthümlichen Charakters beraubt.
1863 vermittelten Freunde ihm eine Stelle als Lehrer am 1859 eröffneten privaten Gymnasium von Hermann Wiedemann (1817–1866) in St. Petersburg. 1865 wechselte er an die Petrischule dort. Kurz darauf erhielt er den Titel Staatsrat, verbunden mit dem russischen Amtsadel (siehe Rangtabelle).
Er starb als während einer Genesungsreise in Röbel.
Albert Niederhöffer war verheiratet mit Henriette Friederike Sophie Caroline (Lila), geb. Petermann (* 18. September 1839 in Wesenberg; † 1888 in St. Petersburg). Der Sohn des Paares Egon (von) Niederhöffer (* 14. Juli 1854 in Berlin; † 11. April 1927 ebenda) war zunächst Forstmeister im russischen Staatsdienst, studierte dann Medizin, wurde 1897 an der Universität Würzburg zum Dr. med. promoviert und lebte zuletzt als Arzt in Berlin. Er entwickelte das System Niederhöffer zur Behandlung von Skoliose und war verheiratet mit Luise, geb. von Egidy (* 1873), einer Tochter von Moritz von Egidy und Pionierin der Schwedischen Gymnastik in Deutschland.  Der Sohn des Paares Egon von Niederhöffer (1904–1995) wurde ebenfalls Arzt sowie als Schüler von Ludwig Klages Psychologe und Graphologe.

## Werke

### Gemälde, Zeichnungen und Lithographien
- Die Wasserheilanstalt Stuer in Mecklenburg i. J. 1850 (1850)
- Die Kirche zu Röbel (1853)
- Roebel. Meinen lieben Landsleuten gewidmet (1855)
- Die Kirche zu Ludorf. Ihrer Hochwohlgeb. der Frau von Schulze geb. von Knuth auf Ludorf hochachtungsvoll gewidmet (1855)
- Die St. Georgen Kirche zu Waren  (um 1855)
- Die drei Frauen und der Engel am Grabe, in der Blendnische an der Nordseite des Chors der Nicolaikirche (Röbel)[9] (heute dort nicht mehr vorhanden)

### Schriften
- Mecklenburg's Volkssagen

Band 1. Hübner, Leipzig 1858 (Digitalisat)
Band 2. Hübner, Leipzig 1859 (Digitalisat)
Band 3. Hübner, Leipzig 1860 (Digitalisat)
Band 4. Hübner, Leipzig 1862 (Digitalisat)
- Mecklenburg's Volkssagen. Neu ediert und mit Erläuterungen versehen von Reno Stutz. Mit einem Nachw. von Ralf Wendt. Ed. Temmen, Bremen 1998. ISBN 3-86108-710-3.
- Zur Erinnerung an Theodor Körner's fünfzigjährigen Todestag: 26. August 1863. : (Digitalisat, Bayerische Staatsbibliothek)